# Radimovice u Želče
Radimovice u Želče é uma comuna checa localizada na região da Boêmia do Sul, distrito de Tábor.